# Miyoko Hirose
Miyoko Hirose (jap. 広瀬 美代子 Hirose Miyoko; ur. 5 marca 1959 w Kobe) – japońska siatkarka, medalistka igrzysk olimpijskich, igrzysk azjatyckich i mistrzostw Azji.

## Życiorys
Wraz z reprezentacją Japonii zdobyła srebrny medal na Igrzyskach Azjatyckich 1982 w Nowym Delhi oraz tryumfowała podczas mistrzostw Azji 1983 rozgrywanych w Fukuoce. Wystąpiła na igrzyskach olimpijskich 1984 odbywających się w Los Angeles. Zagrała wówczas w dwóch z trzech meczów fazy grupowej, meczu półfinałowym z Chinkami i zwycięskim pojedynku o brązowy medal z reprezentacją Peru.
W latach 1977–1985 była zawodniczką klubu Unitika Phoenix, z którym dwukrotnie zdobyła mistrzostwo ligi japońskiej, w 1980 i 1981.